# Kristof Allegaert
Kristof Allegaert est un coureur cycliste d'ultra distance belge. Il est notamment triple vainqueur de la record de la Transcontinental Race.

## Biographie
En 2011, Allegaert participe au Tour de France Randonneur dans l'objectif de battre le record de l'épreuve sans assistance de 4 800 km. Il termine le tour en 13 jours, 2 heures et 15 minutes, battant le précédent record de 1978 de plus de 7 heures.
Il participe à trois des quatre premières éditions de la Transcontinental Race, en 2013, 2014 et 2016, les remportant toutes.
En 2017, alors qu'il mène la Indian Pacific Wheel Race, la course est arrêtée à la suite du décès de Mike Hall, participant à la course qui était en deuxième position. Allegaert, alors à 300 km de la fin, décide de rejoindre l'Opéra de Sydney, symbole la ligne d'arrivée, sans jamais la franchir en hommage à Mike Hall.

## Palmarès
- 2013 
  - 1re place de la Transcontinental Race

- 2014 
  - 1re place de la Transcontinental Race

- 2015 
  - 1re place de la Red Bull Trans Siberian Extreme

- 2016 
  - 1re place de la Transcontinental Race